# 尻字
尻字（しりじ）、あるいは尻文字（しりもじ）は、自分の尻を動かして、空中において筆跡をなぞる行為。罰ゲームや宴会芸として行われる。

## 形式・類例
自分の名前を書くことが多い。掛け声がある。例えば山田の場合、「やまだのやってどう書くの？　こー書いてこー書いてこー書くの」と言いながら、一文字ずつ掛け声を繰り返す。
クイズとして行われることも多く、その際は出題者が尻を動かして空中に単語を書き、回答者が書かれた単語を当てるという形式をとる。